# Політицький Анатолій Петрович
Анатолій Петрович Політицький (9 лютого 1931, село Василівка або село Ак-Кая Карасубазарського району, тепер Білогірського району Автономної Республіки Крим — 2001, село Василівка Білогірського району Автономної Республіки Крим) — український радянський діяч, бригадир садівничої бригади колгоспу імені XXI з'їзду КПРС Білогірського району Кримської області. Герой Соціалістичної Праці (8.04.1971). Депутат Верховної Ради УРСР 7—9-го скликань.

## Біографія
Народився в селянській родині. Освіта середня.
З 1947 року — колгоспник колгоспу «Передгір'я» Білогірського району Кримської області. До 1954 року служив у Радянській армії.
З 1955 року — садовод, ланковий бригади, з 1962 року — бригадир садівничої бригади колгоспу імені XXI з'їзду КПРС села Василівка Білогірського району Кримської області.
Член КПРС з 1964 року.
Потім — на пенсії в селі Василівці Білогірського району Автономної Республіки Крим.

## Нагороди
- Герой Соціалістичної Праці (8.04.1971)
- два ордени Леніна (8.04.1971;)
- ордени
- медалі